# فايز فوق العادة
فايز فوق العادة: (1942 - ): هو مهندس ومفكر سوري ولد بدمشق عام 1942، تخرج من جامعة حلب بقسم الهندسة المدنية عام 1964، ثم عمل في وزارة المواصلات السورية عام 1974 وأدخل الحاسوب لأول مرة للوزارة، وفي عام 1980 أسس الجمعية الكونية السورية، والتي تهتم بأمور الفلك والرياضيات والفيزياء وإلقاء المحاضرات العلمية المختلفة. كما ساهم بتأسيس الاتحاد العربي لعلوم الفضاء والفلك. كتب فايز أكثر من 380 مقالاً مختلفاً وترجم وألف أكثر من 40 مؤلفاً في الفيزياء والرياضيات والديناميكا والحاسوب.

## في الإعلام
قدم برنامجين علميين على التلفاز هما: بطاقة إلى الكون و مجلة العلوم. كما قدم برنامجاً إذاعياً واحداً وهو مجلة العلوم.

## عضويته في المنظمات العلمية
- رئيس الجمعية الكونية السورية.
- عضو في اللجنة الخاصة بتطوير علوم الفضاء والفلك في سوريا حتى العام 2020م.
- عضو في الجمعية الكوكبية العالمية.
- عضو مجلس إدارة منتدى الشبيبة للعلوم والمعلوماتية.

## مؤلفاته وترجماته
ألف وترجم أكثر من 40 كتابًا، ومن أهم مؤلفاته:
- ارتحال إلى أعماق الكون - 1984.
- الأجسام الطائرة المجهولة: دراسة وتحليل - 1984.
- نحن والرياضيات - 1987.
- الثقوب الكونية السوداء - 1988.
- الذاكرة الكونية - 1996.
- ما هو الكون - 2002.
- المجموعة الشمسية من منظور معاصر - 2002.

ومن ترجماته:
- الذكاء الصنعي بلغة البيزك - 1988.
- الاتصال مع النجوم - 1988.
- 2500 مسألة محلولة في المعادلات التفاضلية - 1989.
- مقدمة إلى نظرية المعلومات - 1990.
- أزمة الطاقة والدراسات الكونية - 1992.
- الطرائق المتقدمة في برمجة الكومبيوتر - 1992.
- 3000 مسألة محلولة في الفيزياء - 1996.
- 2000 مسألة محلولة في الكهرومغناطيسية - 1997.
- الحضارة المريخية: مدينة على تخوم الأزل - 1997.[2]